# Filadèlfia (Paraguai)
Filadelfia és una localitat del Paraguai, capital del departament de Boquerón. Es troba a 450 km d'Asunción, sobre la Plana del Gran Chaco.
Segons les dades del cens del 2002, Filadelfia tenia 13.500 habitants. Dins la localitat, viuen set ètnies i deu llengües diferents.

## Història
La ciutat va ser fundada durant els anys 1920 pels mennonites, els quals representen actualment la major part de la població. El districte de Filadelfia, mentrestant, va ser creat el 9 de maig de 2006 d'acord amb la legislació 2.926.

## Economia
La principal activitat econòmica és la ramaderia i els seus derivats carnis i lactis.